# Malta op het Eurovisiesongfestival 1997
Malta nam deel aan het Eurovisiesongfestival 1997 in Dublin (Ierland). Het was de tiende deelname van het land op het Eurovisiesongfestival. Public Broadcasting Services (PBS) was verantwoordelijk voor de Maltese bijdrage voor de editie van 1997.

## Selectieprocedure
Er werd gekozen om een nationale finale te organiseren en deze vond plaats op 24 en 25 februari. In totaal deden er vijftien artiesten mee aan deze finale en de winnaar werd gekozen door een jury van experts.

## In Dublin
In Ierland moest Malta optreden als 18de, net na Griekenland en voor Hongarije. Op het einde van de puntentelling bleken ze op een negende plaats te zijn geëindigd met 66 punten.
Men ontving één keer het maximum van de punten. 
Nederland had geen punten over voor deze inzending en België deed niet mee in 1997.

### Gekregen punten

#### Finale
| 12 punten                        | 10 punten   | 8 punten                | 7 punten  | 6 punten             |
| -------------------------------- | ----------- | ----------------------- | --------- | -------------------- |
| - Turkije                        | - Noorwegen | - Griekenland - Kroatië | - Ierland | - Italië             |
| 5 punten                         | 4 punten    | 3 punten                | 2 punten  | 1 punt               |
| - Bosnië en Herzegovina - Cyprus |             | - Denemarken            |           | - Frankrijk - Spanje |

### Punten gegeven door Malta

#### Finale
Punten gegeven in de finale:
| 12 punten | Spanje              |
| 10 punten | Turkije             |
| 8 punten  | Kroatië             |
| 7 punten  | Cyprus              |
| 6 punten  | Griekenland         |
| 5 punten  | Slovenië            |
| 4 punten  | Nederland           |
| 3 punten  | Duitsland           |
| 2 punten  | Hongarije           |
| 1 punt    | Verenigd Koninkrijk |